# 1918 في رومانيا
فيما يلي قوائم الأحداث التي وقعت خلال عام 1918 في رومانيا.

## سياسة

### تعيين في المنصب
- 9 فبراير – أليكسندرو أفيريسكو قائمة رؤساء وزراء رومانيا.
- 18 مارس – ألكساندرو مارغيلومان قائمة رؤساء وزراء رومانيا.

### انتهاء فترة المنصب
- 15 مارس – أليكسندرو أفيريسكو قائمة رؤساء وزراء رومانيا.
- 23 أكتوبر – ألكساندرو مارغيلومان قائمة رؤساء وزراء رومانيا.

## مواليد

### يناير
- 1 يناير – ميكلوس ناغي لاعب كرة قدم روماني.
- 26 يناير – نيكولاي تشاوتشيسكو سياسي روماني.

### يوليو
- 11 يوليو – ماجدا رورك لاعبة كرة مضرب رومانية.

### أكتوبر
- 8 أكتوبر – عاموس مانور

### ديسمبر
- 14 ديسمبر – رادو بيلاغان ممثل روماني.

## وفيات

### مايو
- 9 مايو – جيورجي كوشبوك (مواليد 1866)